# Cristóbal Montoro
Cristóbal Ricardo Montoro Romero (ur. 28 lipca 1950 w Jaén) – hiszpański polityk i ekonomista, minister, parlamentarzysta krajowy, od 2004 do 2008 deputowany do Parlamentu Europejskiego VI kadencji.

## Życiorys
W 1973 ukończył studia ekonomiczne na Universidad Autónoma de Madrid. Pracował jako asystent wykładowcy finansów publicznych, w 1989 został profesorem na Universidad de Cantabria.
W 1993 po raz pierwszy wszedł w skład Kongresu Deputowanych, w niższej izbie Kortezów Generalnych zasiadał do 2004. Od 1996 do 2000 pełnił funkcję sekretarza stanu w Ministerstwie Finansów. W 1999 powołany w skład komitetu wykonawczego Partii Ludowej. Od 2000 do 2004 sprawował urząd ministra finansów w rządzie José Aznara.
W wyborach w 2004 uzyskał mandat deputowanego do Parlamentu Europejskiego. Zasiadał w grupie chadeckiej, pracował w Komisji Gospodarczej i Monetarnej.
Z Europarlamentu odszedł w 2008 w związku z ponownym wyborem w skład Kongresu Deputowanych, mandat utrzymał również w 2011. W grudniu tegoż roku został ministrem finansów i administracji publicznej w rządzie, na czele którego stanął Mariano Rajoy. W kolejnych wyborach w 2015 oraz w 2016 również uzyskiwał mandat poselski. W listopadzie 2016 powołany na stanowisko ministra finansów i służb publicznych w drugim rządzie dotychczasowego premiera. Zakończył urzędowanie w czerwcu 2018, gdy gabinet ten przegrał głosowanie nad wotum nieufności.